# Mustapha Yatabaré
Mustapha Yatabaré, né le 26 janvier 1986 à Beauvais, est un  footballeur international malien. Il évolue actuellement avec le club de Sivasspor. Il joue également avec l'équipe du Mali de football. Son poste de prédilection est attaquant. Son frère, Sambou Yatabaré, est également footballeur.

## Biographie

### Enfance et carrière amateur
Mustapha Yatabaré est né à Beauvais le 26 janvier 1986, d'un père malien ouvrier chez Bosch et d'une mère sénégalaise femme de ménage. Avec ses cinq frères et ses trois sœurs, il grandit dans le quartier Saint-Jean, un quartier « sensible » de Beauvais. Il est le frère aîné de Sambou Yatabaré. 
Il prend sa première licence au FC Voisinlieu, club de la banlieue de Beauvais, puis rejoint l'AS Beauvais en benjamins. Il passe par toutes les catégories de la formation à l'AS Beauvais jusqu'aux 18 ans Nationaux puis en CFA et Division d’Honneur. En 2005, il rejoint l'Amiens SC, mais ne joue qu'en équipe réserve (CFA 2). 
En 2006, il rejoint le club de Villemomble Sports. Le club vient de monter en CFA et il réussit une belle saison en inscrivant 11 buts en 27 matchs de championnat. Le club parisien est champion de CFA et monte en National. Il joue son premier match de National le 25 août 2007 contre son ancien club, l'AS Beauvais et inscrit son premier but à ce niveau à la 33e minute (défaite 1-2). La saison 2007-2008 est délicate pour le club ; le manque de moyens est criant, mais Villemomble fait bonne figure malgré tout. Il marque 8 buts mais ne peut empêcher son club d'être relégué en CFA.

### Carrière professionnelle
Lors du mercato d'été 2008, il rejoint le Clermont Foot, en Ligue 2 et joue son premier match de championnat le 1er août 2008 contre le Vannes OC (défaite 0-1). Sa première saison est intéressante, il joue en attaque aux côtés de Mickaël Poté et Lhadji Badiane. Le Malien inscrit 7 buts en championnat et termine d'ailleurs meilleur buteur du club avec Mickaël Poté. Il connaît aussi, le 19 novembre 2008, sa première sélection en équipe nationale du Mali contre l'Algérie (1-1). Il exprime publiquement sa joie et sa fierté d'avoir intégré la sélection, qui plus est avec son jeune frère, Sambou. Quatre mois plus tard, le 11 février 2009, il inscrit son premier but avec les Aigles du Mali contre l'Angola à la 45e minute du match (4-0). Considéré comme un bon joueur dos au but, avec des qualités de finition à améliorer, il est sollicité par plusieurs clubs mais décide de rester à Clermont. Sa demie saison en Ligue 2 est remarquée (5 buts en 18 matchs) et il est sélectionné pour jouer la CAN 2010. Le 10 janvier 2010, il devient un héros en inscrivant le but égalisateur contre l'Angola à la 94e minute (4-4), après être entré à la 75e minute.
En janvier 2010, il s'engage pour un bail de trois saisons et demie pour l'US Boulogne, en Ligue 1. Il est la quatrième recrue hivernale après Olivier Kapo, Juan Gonzalo Lorca et Habib Bellaïd. Peu convaincant et décrié par le public boulonnais, il est par suite transféré à l'EA Guingamp durant le mercato estival 2011. 
Après une première saison 2011-2012 décevante où il ne marque aucun but en championnat (mais est crédité de quatre passes décisives), il réalise un début de saison 2012-2013 étincelant en marquant 8 buts lors des 10 premières journées de championnat, et marquant notamment lors de 5 journées consécutives, entre la 6e et la 10e journée. Il finit la saison avec un total de 23 buts et le titre de meilleur buteur de Ligue 2, contribuant grandement à l'accession du club à la Ligue 1. Lors de la saison 2013-2014, il remporte la Coupe de France avec Guingamp (contre Rennes, 2-0), inscrivant un but lors de la finale. 
Il signe à Trabzonspor le 1er septembre 2014. Après seulement une saison en Turquie, il revient en France, au Montpellier HSC,. Non conservé par Montpellier, il est libéré par Trabzonspor en juillet 2016. Quelques jours plus tard, il signe un contrat pour deux saisons avec Karabükspor.
En juillet 2019, il signe pour Sivasspor avec lequel il retrouve le haut-niveau. En 2022, il remporte la coupe de Turquie et se qualifie pour l'Europe. Lors de la cinquième journée de Ligue Europa Conférence, le joueur est élu "joueur de la semaine" après son doublé contre le FC Cluj . Son aventure au sein du club se terminé après quatre ans et une cinquantaine de buts.
Libre de tout contrat, il s'engage en juillet 2023 à Genclerbirligi en D2 turque.

## Statistiques
| Saison                | Club                   | Championnat           | Championnat | Championnat | Coupe nationale | Coupe nationale | Coupe de la Ligue | Coupe de la Ligue | Trophée des champions | Trophée des champions | Mali | Mali | Total | Total |
| Saison                | Club                   | Division              | M.          | B.          | M.              | B.              | M.                | B.                | M.                    | B.                    | M.   | B.   | M.    | B.    |
| 2006-2007             | Villemomble Sports     | CFA                   | 27          | 11          | 1               | 0               | -                 | -                 | -                     | -                     | -    | -    | 28    | 11    |
| 2007-2008             | Villemomble Sports     | Nat.                  | 25          | 8           | -               | -               | -                 | -                 | -                     | -                     | -    | -    | 25    | 8     |
| 2008-2009             | Clermont Foot          | L2                    | 31          | 7           | 3               | 2               | 1                 | 0                 | -                     | -                     | 2    | 1    | 37    | 10    |
| 2009-Jan. 2010        | Clermont Foot          | L2                    | 18          | 5           | -               | -               | 2                 | 0                 | -                     | -                     | 6    | 1    | 26    | 6     |
| Jan. 2010-2010        | USBCO                  | L1                    | 17          | 2           | 3               | 0               | -                 | -                 | -                     | -                     | -    | -    | 20    | 2     |
| 2010-2011             | USBCO                  | L2                    | 30          | 1           | 2               | 2               | 1                 | 0                 | -                     | -                     | 3    | 0    | 36    | 3     |
| 2011-2012             | EA Guingamp            | L2                    | 20          | 0           | 1               | 0               | 1                 | 0                 | -                     | -                     | 6    | 0    | 28    | 0     |
| 2012-2013             | EA Guingamp            | L2                    | 35          | 23          | 1               | 0               | 1                 | 0                 | -                     | -                     | -    | -    | 37    | 23    |
| 2013-2014             | EA Guingamp            | L1                    | 31          | 11          | 6               | 8               | 1                 | 1                 | -                     | -                     | 1    | 0    | 39    | 20    |
| Août 2014             | EA Guingamp            | L1                    | 4           | 0           | -               | -               | -                 | -                 | 1                     | 0                     | -    | -    | 5     | 0     |
| 2014-2015             | Trabszonspor           | SL                    | 25          | 5           | -               | -               | -                 | -                 | -                     | -                     | 9    | 2    | 34    | 7     |
| 2015-2016             | Montpellier HSC (prêt) | Ligue 1               | 28          | 4           | 2               | 1               | 1                 | 0                 | -                     | -                     | 2    | 1    | 33    | 6     |
| 2016-2017             | Karabükspor            | SL                    | 5           | 2           | -               | -               | -                 | -                 | -                     | -                     | 1    | 0    | 6     | 2     |
| Total sur la carrière | Total sur la carrière  | Total sur la carrière | 267         | 73          | 16              | 8               | 1                 | 1                 | 1                     | 0                     | 30   | 5    | 315   | 87    |

### Sélection
- Coupe d'Afrique des Nations :
  - Phase de groupe en 2010 (2 matchs, 1 but).
  - Demi-finale en 2012 (4 matchs, 0 but).

## Palmarès
- Coupe de France en 2014 avec l'En avant Guingamp.
- Coupe de Turquie en 2022 avec Sivasspor.

### Distinctions personnelles
- Meilleur buteur (23 buts) de la Ligue 2 en 2013 avec l'En avant Guingamp
- Élu dans l'équipe type de la saison 2012-2013 aux Trophées UNFP
- Meilleur buteur (8 buts) de la Coupe de France en 2014 avec l'En avant Guingamp
- Joueur de la semaine lors de la cinquième journée de Ligue Europa Conférence en 2022/2023.

### Divers
- Reçoit la médaille de la ville de Beauvais en 2013 à la suite de ses performances[14].